# 나베시마 나오테루 (비브라폰 연주자)
나베시마 나오테루(鍋島直昶, 1926년 ~ 2021년 1월 6일)는 일본의 재즈 비브라폰 연주자이다.
도쿄 에바라군(지금의 세타가야구 산겐자야)에서 태어났다. 아버지 나오아키(直顕)는 바이올린, 어머니 하루요(治代)는 피아노 연주자였다. 증조부 나베시마 나오마사는 사가번 10대 번주였다. 교세이 초등·중등학교(지금의 교세이 소학교와 교세이 고등학교)를 졸업했다. 17세 때 해군항공대원으로 입대했다. 제대 후 게이오기주쿠 대학 예과에 입학했지만 중퇴하고 드럼 연주자로 재즈 활동을 시작했다.
80세가 넘어서도 활동을 하여 2008년에는 피아노 오쓰카 젠쇼·베이스 미야모토 나오스케(宮本直介)와 함께 ‘골든 시니어 트리오’라는 밴드를 결성했다. 이는 2015년 세계 최고령 밴드로 기네스 인증을 받기도 했다. 이 밴드는 2016년 제42회 G7 정상회담 만찬회에서 연주하기도 했다. 하지만 나베시마의 건강 문제로 2019년 연주를 마지막으로 해산했다.
2021년 1월 6일 효고현 단바사사야마시에 있는 병원에서 코로나19로 사망하였다.